# Tomasz Cebula
Tomasz Cebula (Brzeziny, 31 marzo 1966) è un ex calciatore polacco, di ruolo attaccante.

## Palmarès

### Club

#### Competizioni nazionali
- Campionato polacco: 1

ŁKS: 1997-1998